# Красный Октябрь (Пищулинский сельсовет)
Красный Октябрь — посёлок Пищулинского сельсовета Елецкого района Липецкой области.

## География
Посёлок расположен западнее автомобильной магистрали Е115 (М4 «Дон»), рядом проходит автомобильная дорога.
Также через него проходит просёлочная дорога, имеется одна улица — Октябрьская.

## Население
| 2010 |
| ---- |
| 15   |

В 2015 году население посёлка составляло 7 человек.